# پیرگیاه (سرده)
پیرگیاه، زلف پیر (نام علمی: Senecio) نام یک سرده از زیرخانواده کاسنیان آستروئیده است.